# Vlaštovičník větší
Vlaštovičník větší (Chelidonium majus) je jedovatá, vytrvalá rostlina z čeledi makovité (Papaveraceae). Je to jediný druh rodu vlaštovičník. Český název vlaštovičník je překladem řeckého označení Χελιδóvιoν, odvozeného z Χελιδων /chelidon/vlaštovka.

## Popis
Vlaštovičník dorůstá výšky až jednoho metru. Listy jsou vstřícně postavené, vejčité, laločnatě vroubkované, na rubu řídce ochlupené. Kvete od května do září; žluté květy vyrůstají na dlouhých stopkách a vytvářejí okolíky. Po odkvětu dozrávají lesklá černohnědá semena v plodech, jimiž jsou šešulovité tobolky. Lodyhy i listy se snadno lámou a na lomu roní tmavě žluté až oranžové mléko. Celá rostlina je jedovatá, zejména latex.

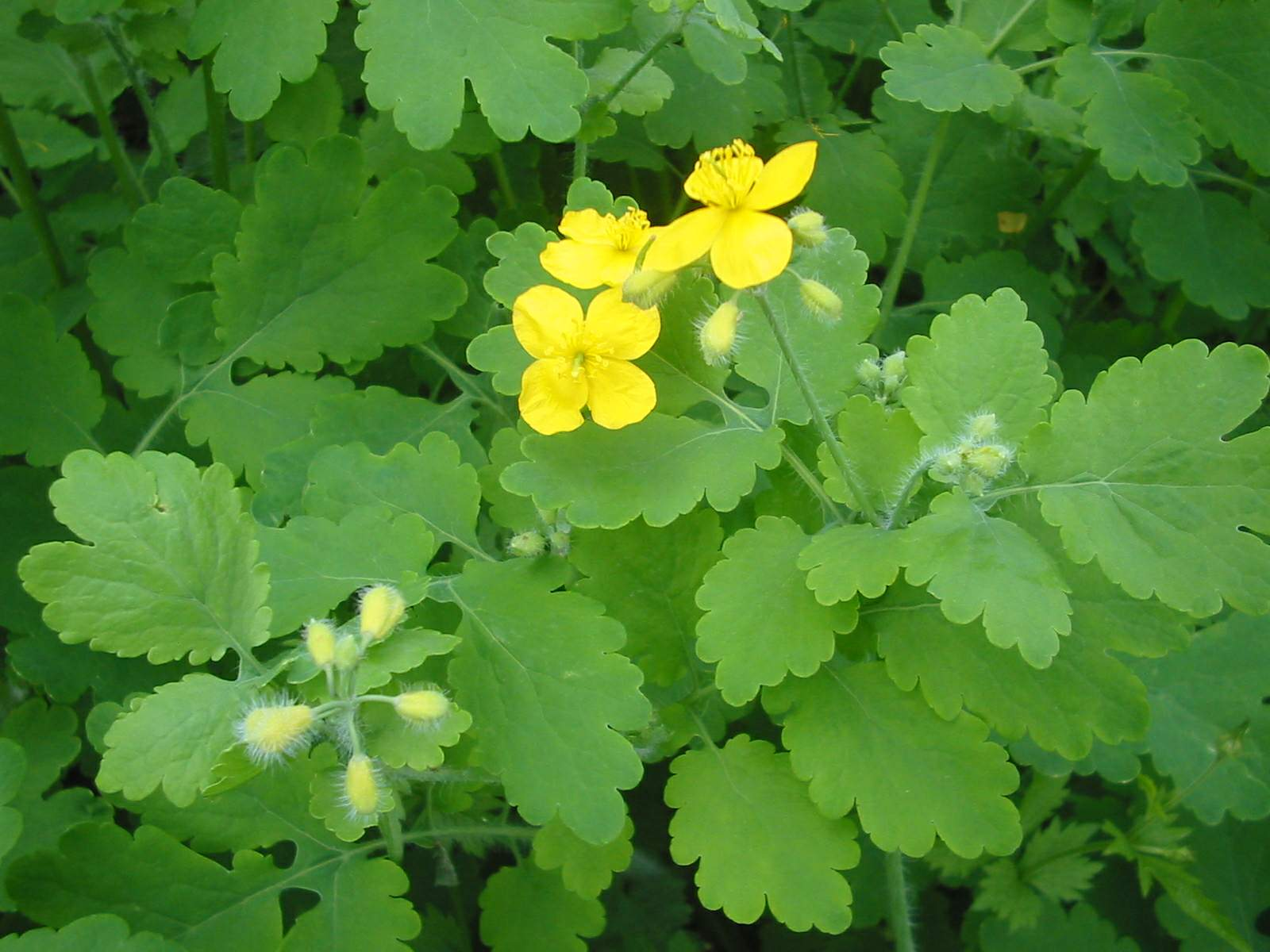
listy a květy
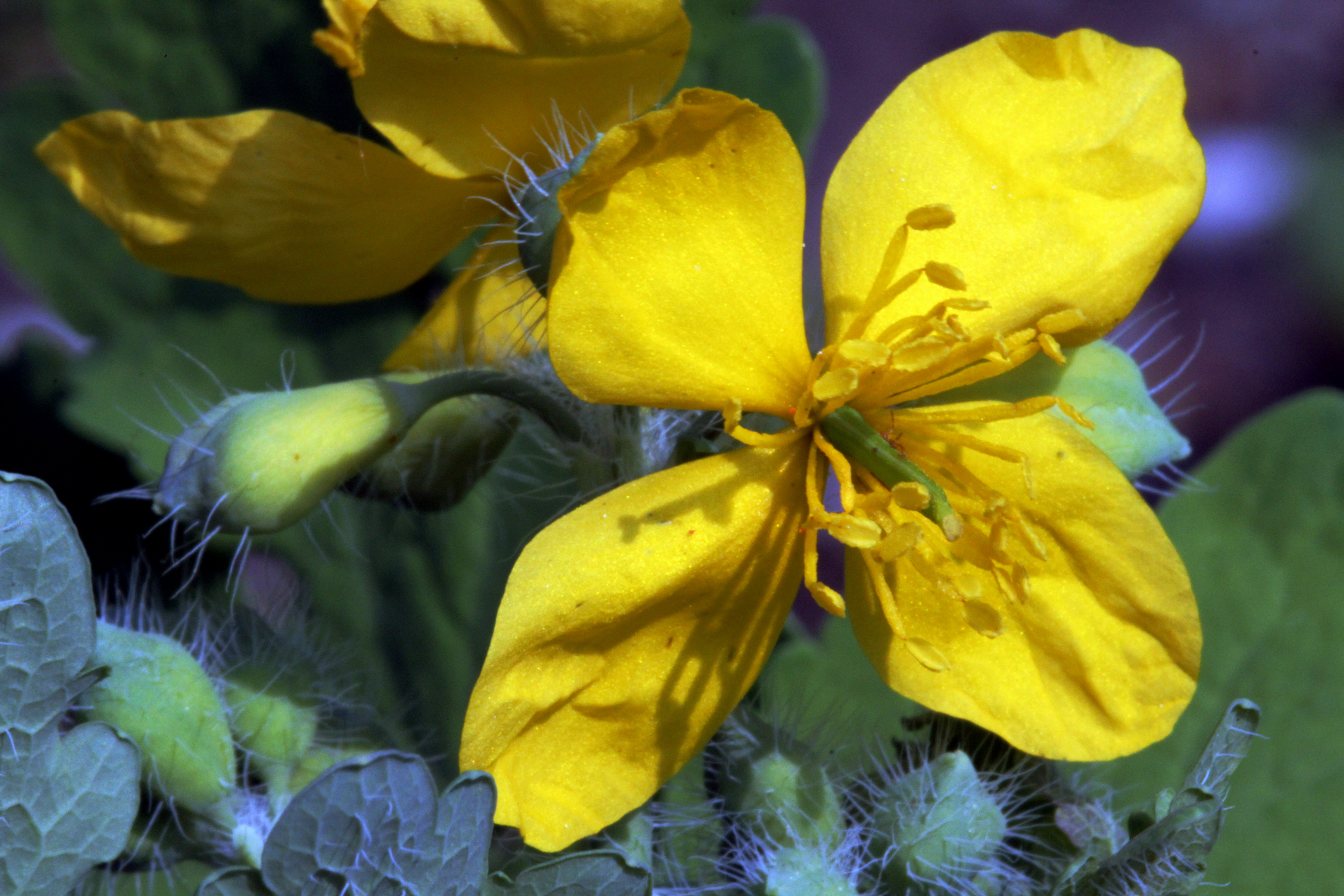
detail květu a poupata

## Rozšíření
Eurasijský druh: celá Evropa, Asie až po Mongolsko, na jihu po Írán, též sever Afriky. Je také široce rozšířený v Severní Americe, kam byl přivezen osadníky pro své léčivé účinky před rokem 1672.
Roste na půdách s vyšším obsahem dusíku a dostatečnou vlhkostí, nejčastěji podél cest a plotů, na rumištích, v křovích, zahradách aj.

## Účinné látky a působení
Přes 20 alkaloidů, farmakologicky rozdílně působících. Jejich obsah kolísá (v průměru 0,15 % v plodech, 0,3–1 % v nati, až 2 % v kořenech). Obsah kolísá i během vegetačního období. Hlavním alkaloidem je chelidonin a s ním zejména sanguinarin, chelerythrin a berberin. Přítomny jsou také deriváty kyseliny kávové.
Chelidonin je centrálně působící sedativum a analgetikum; chelerythrin je lokálně dráždivý a tlumí respirační centrum v CNS; sanguinarin je inhibitor acetalcholinesterázy; berberin stimuluje hladké svalstvo a působí jako cholekinetikum.

## Léčivé účinky
Působí přes ústřední nervstvo na hladké svalstvo dělohy a srdeční činnost, zvyšuje krevní tlak, rozšiřuje koronární cévy, uvolňuje křeče průdušek a střev. Užívá se jako spasmolytikum a cholagogum, působí povzbudivě na hladké svalstvo dělohy a srdeční činnost, zvyšuje krevní tlak, rozšiřuje koronární cévy, uvolňuje křeče průdušek a střev. Odvar z vlaštovičníku údajně působí proti dráždivému kašli a ulevuje při bolestech spojených s chorobami žlučníku. Opakovaným potíráním čerstvě prýštícím mlékem s cytostatickým až leptavým účinkem se v lidovém léčitelství odstraňují bradavice. Toto užití latexu je třeba zamítnout. Přestože šťáva je očím nebezpečná a vyvolává silné pálení, někteří léčitelé v minulosti aplikovali malé množství do očního koutku při léčbě některých zákalů. Historicky byly vlaštovičníku přičítány mimořádné léčivé i magické účinky a někteří léčitelé dodnes věří v jeho účinek i proti některým druhům vnitřní rakoviny. Mírný cytostatický účinek je nicméně považován za prokázaný. Jedovatost je v literatuře údajně přeceňovaná.

## Toxické účinky
Toxický efekt je především připisován chelerythrinu. Symptomy kontaktní intoxikace latexem jsou dermatitidy a nebezpečné poškození spojivky a rohovky po vemnutí do oka (vlivem sanguinarinu). Požití bylinného materiálu může vyvolat podráždění trávicího ústrojí včetně tvorby puchýřků na sliznici úst a hrdla, nauzeu, drastické krvácivé průjmy spojené s kolikou. V praxi jsou otravy vlaštovičníkem řídké pro jeho nepříjemnou chuť a vůni.

## Sběr a úprava v bylinářství
Užívá se nať a oddenek. Nať se sbírá na počátku květu. Nepoužije-li se čerstvá, je třeba ji rychle usušit, aby se předešlo fermentaci. Obsah alkaloidů stoupá během vegetačního období. Droga omamně zapáchá a chutná palčivě hořce. Při skladování snadno plesniví.